# Deense warmbloed
De Deense warmbloed is een paardenras uit Denemarken dat wordt gebruikt in verschillende takken van de paardensport.

## Geschiedenis
Het ras is ontwikkeld door zorgvuldig te fokken. Het is ontstaan uit de Holsteiner en de Frederiksborger. Het stamboek werd in de jaren zestig geopend. Er werd onder meer bloed van de Engelse volbloed, Trakehner, Wielkopolski en Selle Français ingekruist. Er ontstond een eigen type dat de Deense warmbloed werd. De Deense warmbloed hengsten worden zorgvuldig geselecteerd en moeten zware proeven doorstaan. Zo handhaaft men de hoge standaard.

## Rasbeschrijving
Hoofdfijn gevormd, aantrekkelijk
Lichaamgespierde, goed geplaatste hals, brede, diepe borst, schuine schouders, compacte sterke rug, goed aangezette staart, gespierde en droge benen. De gewrichten zijn sterk, met goed gevormde sprongen en correct gevormde hoeven.
Kleurmeestal bruin, alle effen kleuren zijn toegestaan
StokmaatTussen 1,60 en 1,67 cm.
Gebruiksmogelijkhedenrijpaard voor recreatie, springen en dressuur

### Karakter
Het karakter wordt omschreven als zeer meegaand, gehard en bruisend. De paarden van dit ras hebben uitmuntende en soepele gangen, goed uithoudingsvermogen, snelheid en springtalent.